# 1945

## Събития
- 1 февруари – т.нар. Народен съд, създаден от наложения едва няколко месеца по-рано комунистически тоталитарен режим, в противоречие на действащата тогава Търновска конституция и с цел политическа саморазправа, осъжда на смърт и екзекутира огромна част от цвета на българската интелигенция. Част от имената:
  - Павел Груев, юрист (р. 1879 г.)
  - княз Кирил Преславски, брат на цар Борис III (р. 1895 г.)
  - проф. Богдан Филов, министър-председател в две последователни правителства на България, учен и публицист (р. 1883 г.)
  - ген. Никола Михов, военен деец (р. 1891 г.)
  - Александър Станишев, лекар (р. 1886 г.)
  - Петър Габровски, министър на вътрешните работи (р. 1898 г.)
  - Борис Йоцов, учен – славист и държавник (р. 1894 г.)
  - Васил Митаков, министър на правосъдието (р. 1891 г.)
  - Добри Божилов, министър-председател на България (р. 1884 г.)
  - Иван Багрянов, министър-председател на България (р. 1891 г.)
  - Иван Русев, офицер и вътрешен министър (р. 1872 г.)
  - Първан Драганов, офицер, политик и дипломат, за кратко е външен министър в правителството на Иван Багрянов (р. 1890 г.)
  - Александър Радолов, политик, оглавява няколко министерства в правителството на Александър Стамболийски
  - Димитър Шишманов, политик и писател
  - Рашко Атанасов, български военен деец и спортен функционер
  - Руси Русев, български военен деец
  - Теодоси Даскалов, български военен деец
  - Христо Калфов, български политик
  - Иван Бешков, министър на земеделието и държавните имоти в правителството на Добри Божилов
- 10 януари – Самолетът при полет 6001 на „Американ Еърлайнс“ се разбива във Вердуго Хилс, Калифорния и убива всички 24 души на борда.
- 22 март – Създадена е Арабската лига с приемането на устава ѝ в Кайро, Египет.
- 30 април – Адолф Хитлер се самоубива, заедно със спътничката в живота си (и съпруга в последния ден от живота му) Ева Браун.
- 9 май – В Берлин е подписана капитулацията на Германия във Втората световна война.
- 6 август – Пусната е първата атомна бомба над Хирошима, Япония.
- 9 август – Пусната е атомна бомба над Нагазаки, Япония.
- 14 август – Японският император Хирохито подписва капитулация на страната си пред съюзниците.
- 11 септември – Пожар на Пристанище „Бургас“.

## Родени
- Божидар Братоев, български цигулар
- Йосиф Грезловски - Гандето, македонски и американски писател
- Махмуд Захар, палестински политик
- Насос Вагенас, гръцки поет и писател
- Пантелеймон Калбакидис, гръцки духовник
- 1 януари
  - Рюдигер Сафрански, немски писател
  - Джеки Икс, бивш пилот от Формула 1
- 3 януари – Стоян Петров, български футболист и треньор по футбол
- 7 януари – Иван Въжаров, български футболист
- 9 януари – Левон Тер-Петросян, арменски политик
- 10 януари – Род Стюарт, британски рок-певец
- 23 януари – Тито Петковски, политик от Република Македония
- 26 януари – Евгени Кирилов, български политик
- 28 януари – Митко Щерев, български композитор на популярна и филмова музика
- 29 януари – Стоян Коцев, български футболист и треньор († 2012 г.)
- 30 януари – Светлозар Игов, български литературен критик († 2023 г.)
- 6 февруари – Боб Марли, ямайски музикант († 1981 г.)
- 9 февруари – Мия Фароу, американска киноактриса
- 13 февруари – Саймън Шама, английски историк
- 20 февруари – Юрг Аклин, швейцарски писател
- 13 март – Анатолий Фоменко, руски математик
- 19 март
  - Йозеф Моравчик, словашки политик
  - Йосип Ости, словенски, босненски поет
- 20 март – Евдокия Манева, български политик
- 30 март – Ерик Клептън, британски китарист
- 1 април – Джан Батиста Кампаньола, италиански дипломат
- 3 април – Атанас Щерев, български лекар и политик
- 4 април – Димитър Въндев, български математик
- 5 април – Ханс Раймунд, австрийски писател
- 9 април – Косьо Китипов, български дипломат
- 11 април – Стефан Богомилов, български футболист
- 14 април – Ричи Блекмор, британски музикант
- 17 април – Венцеслав Димитров, български политик
- 25 април – Бьорн Улвеус, шведски музикант
- 2 май – Йосиф Сърчаджиев, български актьор
- 8 май – Кийт Джарет, американски пианист и композитор
- 9 май – Божана Апостолова, българска поетеса († 2025 г.)
- 15 май – Иван Герджиков, български психиатър
- 26 май – Стефан Павлов, български футболист
- 28 май – Пач Адамс, американски доктор и автор на книги
- 31 май – Райнер Вернер Фасбиндер, немски кинорежисьор
- 1 юни – Тодор Кръстев, български футболист
- 7 юни – Волфганг Шюсел, австрийски политик
- 9 юни – Георги Василев, български футболист и треньор по футбол
- 10 юни – Аслан Селмани, учен и политик от Република Македония
- 12 юни
  - Найден Андреев, български композитор
  - Пат Дженингс, северноирландски футболист
- 14 юни – Йорг Имендорф, германски художник
- 15 юни – Бриго Аспарухов, български разузнавач и политик
- 17 юни
  - Еди Меркс, белгийски колоездач
  - Кен Ливингстън, британски политик
- 19 юни
  - Аун Сан Су Чи, бирмански политик, лауреат на Нобелова награда за мир през 1991 г.
  - Радован Караджич, босненски сръбски политик
- 28 юни – Божидар Григоров, български футболист
- 3 юли – Стефан Воронов,
- 12 юли – Димитър Пенев, български футболист
- 14 юли – Стоян Стоянов, български политик
- 26 юли – Метин Чекмез, турски актьор († 2021 г.)
- 27 юли – Вера Кочовска, българска ясновидка († 2011 г.)
- 1 август
  - Дъглас Ошероф, американски физик, лауреат на Нобелова награда за физика през 1971 г.
  - Вили Кавалджиев, български блус-рок певец, музикант и антикомунист († 2010 г.)
- 5 август – Стойка Миланова, българска цигуларка († 2024 г.)
- 14 август
  - Стийв Мартин, американски комик
  - Вим Вендерс, германски режисьор
- 15 август – Ален Жюпе, френски политик
- 19 август – Иън Гилън, английски рок певец
- 21 август – Аспарух Никодимов, български футболист и треньор
- 24 август – Кен Хенсли, английски рок музикант
- 28 август – Ивайло Балабанов, български поет
- 29 август – Зджислава Сошницка, полска певица и композиторка
- 1 септември – Мустафа Балел, турски писател
- 7 септември – Дийн Кунц, американски писател
- 10 септември – Ханс Кодрич, футболен треньор
- 11 септември – Франц Бекенбауер, немски футболист и треньор († 2024 г.)
- 15 септември
  - Младен Койнаров, български народен певец от родопската фолклорна област
  - Ханс-Герт Пьотеринг, германски политик
- 18 септември
  - Руси Чанев, български актьор
  - Катя Паскалева, българска актриса
- 21 септември – Джери Брукхаймър,
- 29 септември – Милан Миланов, български лекар и политик
- 30 септември – Ехуд Олмерт, израелски политик
- 3 октомври – Клаус Мерц, швейцарски писател
- 4 октомври – Димитър Кирков, български писател
- 8 октомври – Атанас Геров, български футболист
- 12 октомври – Орор Клеман, френска актриса
- 14 октомври – Борис Христов, български писател и поет
- 15 октомври – Неофит, български патриарх († 2024 г.)
- 20 октомври – Рик Лий, британски музикант
- 21 октомври – Никита Михалков, руски режисьор
- 24 октомври – Юджийн Скот, американска антроположка
- 31 октомври – Ръс Балард, английски музикант
- 2 ноември – Иван Газдов, български художник
- 3 ноември
  - Герд Мюлер, немски футболист
  - Ник Симпър,
- 15 ноември – Ани-Фрид Люнгстад, норвежка поппевица
- 17 ноември – Ролан Жофе, британски филмов режисьор
- 21 ноември – Димитър Калчев, български политик († 2008 г.)
- 22 ноември – Брунко Илиев, български волейболист и треньор
- 30 ноември – Роджър Глоувър, британски роккитарист и композитор
- 3 декември – Божидар Димитров, български историк
- 5 декември – Моше Кацав, президент на Израел
- 8 декември
  - Наташа Водин, немска пиисателка
  - Мариля Родович, полска певица
- 10 декември – Петър Гюзелев, български рок музикант, китарист в рок група Щурците († 2013 г.)
- 11 декември – Ярно Сааринен, Финландски мотоциклетен състезател
- 13 декември – Хедър Норт, американска актриса († 2017 г.)
- 15 декември – Георги Тишков, български скулптор († 2008 г.)
- 16 декември – Бойка Асиова, български журналист и писател
- 21 декември – Мария Нейкова, Българска поппевица и композиторка
- 24 декември – Леми Килмистър, британски рок музикант
- 25 декември – Ноуъл Рединг, британски китарист
- 28 декември – Димитър Гоцев, български историк и общественик
- ? – Махмуд аз-Захар, палестински политик
- ? – Реймънд Фийст, американски писател
- 28 декември – Иван Дреников, български пианист

## Починали
- Ане Франк, еврейска писателка (р. 1929 г.)
- Георги Белев, български революционер и просветен деец ( р. 1868 г. )
- Георги Трайчев, български просветен деец и революционер
- Димитър Гюзелов, български революционер (р. 1902 г.)
- Рафаил Жечев, български военен деец
- Уилям Милър, британски историк (р. 1864 г.)
- 3 януари – Едгар Кейси, американски ясновидец (р. 1877 г.)
- 6 януари – Владимир Вернадски, руски естествоизпитател
- 11 януари – Стефан Стефанов, български политик и индустриалец
- 15 януари – Теодор Траянов, български писател (р. 1882 г.)
- 22 януари – Елзе Ласкер-Шюлер, немска поетеса и романистка ( р. 1869 г. )
- 30 януари – Антон Кецкаров, български просветен деец и революционер (р. 1865 г.)
- 13/14 февруари – Янко Янев, български поет, есеист и философ (р. 1900 г.)
- 19 февруари – Николай Богданов-Белски, руски художник (р. 1868 г.)
- 20 февруари – Любомир Золотович, български актьор
- 23 февруари – Алексей Толстой, руски и съветски писател (р. 1883 г.)
- 4 март – Цветан Генев, български футболист и треньор
- 15 март
  - Константин Лукаш, български военен деец
  - Трифон Трифонов, български военен деец
- 26 март
  - Дейвид Лойд Джордж, британски политик (р. 1863 г.)
  - Борис Шапошников, съветски маршал (р. 1882 г.)
- 10 април – Павел Панов, български военен деец, полковник, командир, герой от Първата и Втората световни войни (р. 1895 г.)
- 18 април
  - Вилхелм фон Вид, княз на Албания
  - Сава Савов, български военен деец
- 26 април – Павло Скоропадски, украински политик (р. 1873 г.)
- 28 април
  - Бенито Мусолини, италиански политик (р. 1883 г.)
  - Кларета Петачи, метреса на Мусолини
- 30 април
  - Адолф Хитлер, германски политик (р. 1889 г.)
  - Ева Браун, съпруга на Адолф Хитлер
- 1 май – Йозеф Гьобелс, нацистки политик
- 15 май – Чарлз Уилямс, английски писател (р. 1886 г.)
- 20 май – Владимир Вазов, български генерал (р. 1888 г.)
- 23 май – Хайнрих Химлер, немски национал-социалист (р. 1900 г.)
- 25 май – Иван Кинкел, български икономист от руски произход
- 15 юни – Никола Аврамов, български художник (р. 1897 г.)
- 10 юли – Пенчо Семов, български индустриалец
- 12 юли – Илия Георгов, български политик
- 17 юли – Александър Кръстев, български диригент и композитор (р. 1879 г.)
- 21 юли – Жеко Спиридонов, български скулптор
- 2 август – Пиетро Маскани, италиански композитор (р. 1863 г.)
- 10 август – Робърт Годард, американски изобретател
- 26 август – Франц Верфел, австрийски поет, романист, драматург
- 31 август – Стефан Банах, полски математик (* 1892)
- 16 септември – Григор Чешмеджиев, български политик (р. 1879 г.)
- 26 септември – Бела Барток, унгарски композитор и пианист (р. 1881 г.)
- 30 септември – Добри Немиров, български писател
- 15 октомври – Пиер Лавал, френски политик (р. 1883 г.)
- 26 октомври – Дочо Христов, български политик
- 27 октомври – Стамен Григоров, български биолог и лекар (р. 1878 г.)
- 2 ноември – Димитър Мишайков, български юрист
- 8 ноември
  - Анастас Лозанчев, български революционер (р. 1870 г.)
  - Аугуст фон Макензен, германски фелдамаршал
- 2 декември – Велко Думев, български революционер
- 28 декември – Теодор Драйзер, американски писател (р. 1871 г.)

## Нобелови награди
- Физика – Волфганг Паули
- Химия – Артури Виртанен
- Физиология или медицина – Александър Флеминг, Ернст Борис Чейн, Хауърд Флори
- Литература – Габриела Мистрал
- Мир – Кордел Хъл